# United States Mint Denver
United States Mint Denver är en anläggning som är både ett myntverk och en förvaringsanläggning för investeringsguld och investeringssilver för USA:s finansdepartement. Anläggningen ligger i Denver, Colorado i USA och ägs och drivs av den amerikanska federala myndigheten United States Mint. Den förvarade, den 28 februari 2021, investeringsguld som motsvarade 1 243 metriska ton, omkring 18% av det totala investeringsguldet som finansdepartementet innehade det datumet.
I april 1862 drev USA:s kongress igenom en lag som gav United States Mint tillåtelse att upprätta en verksamhet för att tillverka mynt i Denver. Verksamheten startades året därpå som endast ett analyskontor. I april det året köpte USA:s finansdepartement fabrik, maskiner och annan utrustning från mynttillverkaren Clark, Gruber & Co för 25 000 amerikanska dollar. År 1895 gav kongressen tillåtelse om att verksamheten i Denver skulle tillverka guld- och silvermynt och gav samtidigt finansiella medel att uppföra ett nytt myntverk. Den 22 april 1896 köpte finansdepartementet mark för 60 000 dollar och bygget av ett myntverk startades tre år senare. Maskineriet för mynttillverkningen ställdes ut på Världsutställningen i Saint Louis 1904, vilket orsakade att den officiella mynttillverkningen kunde inte komma igång förrän 1906. Anläggningen har genom åren renoverats och byggts ut ett flertal gånger. År 1934 blev den också en förvaringsanläggning, när USA:s finansdepartement flyttade investeringensguldet som anläggningen i San Francisco (Kalifornien) hade, vilket var en tredjedel av allt investeringsguld som landet hade då. Den 1 februari 1972 blev anläggningen ett byggnadsminne på nationell nivå. År 2008 tillverkade myntverket mer än hälften av alla mynt som var i omlopp då.
United States Mint Denver och dess tillgångar och intressen bevakas av den egna polismyndigheten United States Mint Police.